# Lavabit
Lavabit es un servicio de correo electrónico especializado en la privacidad de sus usuarios. Fue fundado 2004 y suspendió sus actividades en agosto de 2013 a causa de su relación con las "prácticas de vigilancia doméstica" de la NSA y que el revelador de secretos Edward Snowden tenía su cuenta de correo electrónico principal en sus servidores.
El 20 de enero de 2017, coincidiendo con la investidura presidencial de Estados Unidos, Lavabit anunció que en breve reiniciará su actividad. Su dueño y administrador es Ladar Levison.

## Historia
Lavabit fue fundado por un grupo de programadores en Texas bajo la empresa Nerdshack LLC, que pasó a llamarse Lavabit LLC al año siguiente.
Lavabit surgió presuntamente a causa de la preocupación sobre la privacidad en Gmail, el servicio de correo electrónico gratuito y ampliamente usado de Google, y el uso dado al contenido de los correos de sus usuarios para generar anuncios personalizados y análisis de mercado. Lavabit comenzó a ofrecer un servicio con fuertes mecanismos de cifrado y protección de privacidad para sus usuarios entre los que incluían criptografía asimétrica, cuyo nivel de fortaleza eran difíciles de romper incluso para agencias de inteligencia. El sitio web Ghacks lo calificó como "probablemente el servicio de correo electrónico privado más seguro por el momento".
En agosto de 2013, contaban con unos 410.000 usuarios y ofrecían cuentas gratis y de pago con distintos niveles de almacenamiento que abarcaban desde los 128 megabytes hasta los 8 gigabytes.
El 10 de junio de 2013, un juez dictó una orden de registro para obtener todos los datos que Lavabit almacenaba de la cuenta de correo Joey006@lavabit.com, por supuesta posesión de pornografía infantil. No está claro si esta orden judicial tuvo alguna relación con la posterior suspensión de los servicios de Lavabit.

## Conexión con Edward Snowden
Lavabit recibió una gran atención mediática en julio de 2013 cuando se conoció que el extrabajador de la NSA, Edward Snowden, usó una dirección de correo electrónico de Lavabit, concretamente edsnowden@lavabit.com, para convocar a activistas y abogados defensores de los derechos humanos a una rueda de prensa durante su reclusión en el Aeropuerto Internacional de Moscú-Sheremétievo, en Rusia.
En marzo de 2016, el Gobierno de los Estados Unidos envió por error a los juzgados en los que el fundador de Lavabit defendía sus derechos, un documento en el que, aparentemente, se olvidaron ocultar un dato muy relevante que desvelaba y ratificaba que el objeto de la investigación de la NSA sobre Lavabit había sido, efectivamente, Edward Snowden: la dirección de correo electrónico utilizada por este en Lavabit, Ed_Snowden [at] lavabit.com.

## Suspensión
El 8 de agosto de 2013, Lavabit suspendió sus actividades, y en la página web para entrar a consultar el correo electrónico había un mensaje del propietario, Ladar Levison. La revista The New Yorker insinuó que la suspensión podría estar relacionada con las "prácticas de vigilancia doméstica" de la NSA.
Levison escribió en la web de Lavabit que le resultaba legalmente imposible explicar por qué había decidido acabar con el servicio, y en cambio pedía donaciones para "luchar por la Constitución" en el tribunal de apelaciones. El sitio web Wired especuló con que Levison estaba luchando contra una orden judicial o una carta de seguridad nacional que le pedía información de un cliente suyo bajo circunstancias extraordinarias, ya que Lavabit había cumplido con al menos una orden judicial en el pasado. Se piensa que Lavabit fue la primera empresa de tecnología que eligió suspender y acabar con sus actividades antes que cumplir una orden judicial del gobierno de los Estados Unidos que le obligaba a revelar o dar acceso a información.
Silent Circle, otro proveedor de correo electrónico cifrado (aunque también era proveedor de telefonía), siguió con el ejemplo de Lavabit y suspendió sus servicios de correo electrónico cifrado el mismo día poco después de conocerse la noticia.